# Tactical Ops: Assault on Terror
Tactical Ops: Assault on Terror é um jogo para computador do gênero tiro em primeira pessoa similar ao famoso Counter-Strike.
Tactical Ops inicialmente era um mod do Unreal Tournament que depois foi lançado sua versão retail. TO é constituído por várias versões, a versão mais recente é a 3.50. Contando com mais de 30 mapas originais e muitos outros criados pro fans, jogo é basicamente resgatar reféns, plantar bombas e hackear sistemas do oponente (Special Forces e Terrorists) e assim, acontece muita ação e estratégia dos jogadores nas batalhas onlines. Tactical também teve um anti-cheat chamado ESE na sua versão 3.50, em que assim era quase impossível acontecer trapaças por jogadores mal-intencionados.
O jogo online em seus servidores brasileiros obteve muita fama entre 2004~2007, ocorrendo muitos campeonatos com muitas vezes jogadores de outros países participando.